# Andy Zahradnik
Andy Zahradnik (* 1958 in Wien) ist ein österreichischer Moderator, Buchautor und Drehbuchautor.

## Werdegang
Im Jahr 1973 brach Andy Zahradnik die Schule ab und begann eine Lehre bei CBS (heute Sony Music Entertainment) als Industriekaufmann. Dort stieg er zum Director Artist Marketing und später zum Label Director auf. 1993 zog er nach Frankfurt am Main, wo er als Label-Head und später als Director Promotion für Sony Music Media Germany arbeitete.
1998 zog Zahradnik zurück nach Österreich und machte sich als Partner von media control (Gfk International) und MusicTrace selbständig. Ab 1998 ermittelte er die Austrian Airplay Charts und die Ö3 Austria Top 40.
Für die deutsche Fachzeitschrift „Musikmarkt“ war Zahradnik bis zur Einstellung des Magazins im Sommer 2016 Österreich- und Osteuroparedakteur, des Weiteren schreibt der Autor für die in Österreich erscheinende Publikumszeitschrift „Ticket Magazin“.
Des Weiteren ist er als Buchautor, Drehbuchautor und Ghostwriter in verschiedenen Fernsehprojekten und Bühnenshows tätig; unter anderem als Regisseur des Live Entertainment Award LEA.
Im Mai 2001 bekam er für seine Tätigkeiten um die Charts den Amadeus Austrian Music Award in der Kategorie Musikpartner des Jahres.